# Brantas
Il Brantas è un fiume dell'Indonesia, situato sull'isola di Giava, nella provincia di Giava Orientale. Drena un'area di 11.000 km², dal versante meridionale del Monte Kawi, Monte Wilis, a le pendici settentrionali del Monte Liman-Limas, Monte Welirang e Monte Anjasmoro. Il fiume sfocia nello Stretto di Madura e raggiunge una lunghezza di 320 km. Le principali città che attraversa sono: Malang, Kediri, Mojokerto.
Nel suo bacino vivono più di 14 milioni di persone.

## Storia
Re Mpu Sendok trasferì il suo regno dal Regno di Mataram, nella Giava centrale, in una nuova posizione su questo fiume, vicino all'attuale città di Madiun nel 950 d.C. circa. Probabilmente la causa del trasferimento fu dovuta all'eruzione del vulcano Merapi.